# Leonor de Almeida Portugal

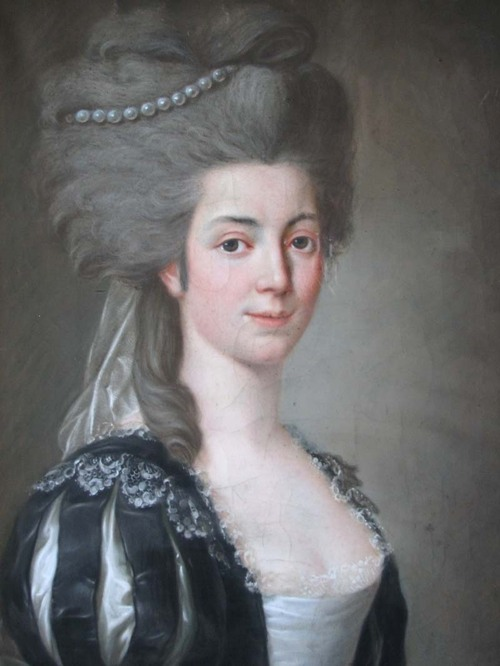
Franz Joseph Pitschmann, Porträt von Dona Leonor de Almeida Portugal, Marquesa de Alorna, Wien, 1780.

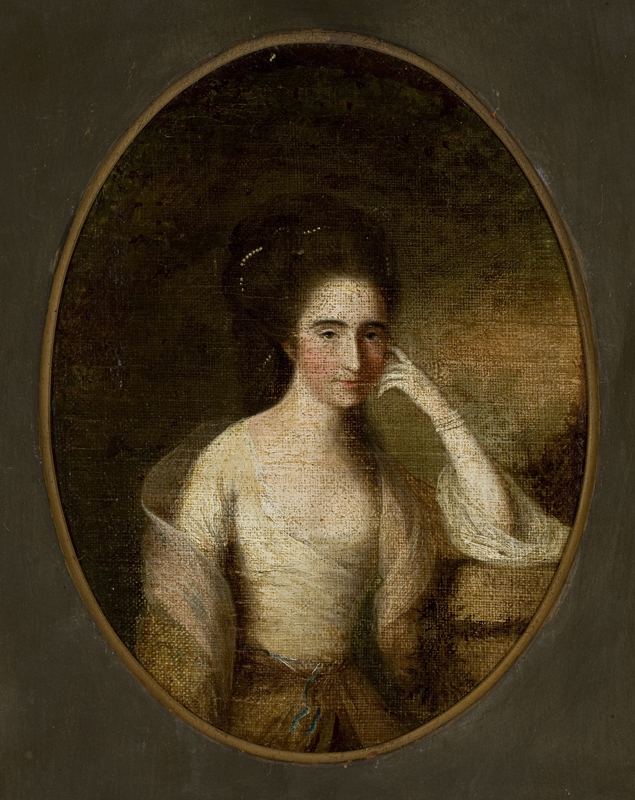
Selbstporträt (um 1788)

Dona Leonor de Almeida Portugal de Lorena e Lencastre, Marquesa de Alorna (* 31. Oktober 1750 in São Jorge de Arroios, Lissabon; † 11. Oktober 1839 in Lissabon) war eine portugiesische Adelige und Lyrikerin. Sie war in den intellektuellen und literarischen Kreisen der portugiesischen Neoklassik unter ihrem Pseudonym Alcipe bekannt.
D. Leonor de Almeida Portugal, Marquesa de Alorna, entstammte mütterlicherseits dem Adelshaus von Távora. Dieses war im 18. Jahrhundert eine der bekanntesten und einflussreichsten Adelsfamilien in Portugal. Die Távoras wurden für den versuchten Königsmord an den König Joseph I. am 3. September 1758 verantwortlich gehalten.

## Leben

### Frühes Leben und Gefangenschaft
Dona Leonor war das älteste der drei Kinder von Don João de Almeida Portugal, zweitem Marquis von Alorna und viertem Grafen von Assumar und Dona Leonor de Lorena e Távora. Sie war die Enkelin der Marquisen von Távora, die 1759 wegen des Verdachts auf Beteiligung am Attentat an König Joseph I. öffentlich hingerichtet wurden. Dona Leonor überlebte das Erdbeben von Lissabon in 1755.
Als Folge des Attentats wurde ihr Vater, Don João de Almeida Portugal, am 13. Dezember 1758 in ein Gefängnis in Junqueira geworfen, obwohl er nie offiziell eines Verbrechens angeklagt worden war. Dona Leonor, sowie ihre Mutter und Schwester, Dona Maria Rita, wurden am 14. September 1758 im Kloster von São Félix de Chelas eingesperrt.

### Korrespondenz in der Gefangenschaft
Um 1763 begann eine verbotene und geheime briefliche Korrespondenz zwischen D. João und seine Ehefrau D. Leonor de Lorena e Távora, die dann auf die Töchter ausgebreitet wurde. Diese Briefe dokumentieren wie D. Leonor, geleitet vom Rat ihres Vaters, ihre Persönlichkeit entwickelte und sich der Literatur und dem Lernen von Sprachen wie Französisch, Italienisch, English, Latein und Arabisch, sowie der Kunst des Malens und der Musik widmete. Im Kloster schrieb D. Leonor Oden, Idyllen und andere lyrischen Werke. Auch dokumentierten ihre zahlreichen Korrespondenzen, wie die verbotenen Bücher im Portugal des 18. Jahrhunderts zirkulierten.
D. Leonor wurde in ihrer Zeit im Kloster von prominenten Autoren besucht wie etwa von D. Teresa de Mello Breyner, Gräfin von Vimeiro, oder von Francisco Manuel do Nascimento, der auch als Filinto Elísio bekannt war und ihr das Pseudonym Alcipe gegeben hatte. Diese verbreiteten ihre Texte in den literarischen Kreisen der Zeit. So wurde D. Leonors Talent für Lyrik schon während ihrer Gefangenschaft bekannt.
Im Jahre 1777 wurde D. Leonors gesamte Familie in Folge des Todes von Joseph I. aus der Gefangenschaft befreit. Die Königin D. Maria I. begnadigte politische Gefangene. Die Marquisen von Alorna wurden für unschuldig erklärt und ihre adeligen Privilegien wiederhergestellt.

### Ehe
Im Jahre 1778 entscheidet Dona Leonor, gegen den Willen ihres Vaters, den deutschen, lutheranischen Grafen von Oeynhausen zu heiraten. Dieser gibt seinen lutheranischen Glauben in einer Taufzeremonie am 15. Februar 1778 ab, in der die Königin D. Maria I und der König D. Pedro III Paten waren.
Im Februar 1779 heiratet das Paar und zieht nach Porto, wo der Graf von Oeynhausen bis 1780 eine militärische Position hielt. Hier wurde ihre älteste Tochter, D. Leonor Benedita, die später den sechsten Marquis von Fronteira heiratete, geboren. Dank der Beziehung von D. Leonor zur Königin wurde ihr Ehemann zum bevollmächtigten Minister von Wien ernannt, wohin sie 1780 zogen.

#### Leben in Wien
In Wien war die Gräfin von Oeynhausen eine hochangesehene Person in adeligen Kreisen. Der Papst Pius VI, der Philosoph Moses Mendelssohn und der portugiesische Musiker Abade Costa sind einige Personen, zu denen sie Beziehungen pflegte. Vom Kaiser Joseph II wurde D. Leonor mit dem Sternkreuzorden ausgezeichnet.
In ihrer Korrespondenz mit der Gräfin von Vimeiro während ihrer Zeit in Wien beschreibt sie häufige Besuche in Wiener Salons und eine Freundschaft mit der Gräfin von Thun-Hohenstein. Ihre Integration in den hocharistokratischen Kreisen der Stadt wird dadurch bestätigt, dass der Name des Grafen von Oeynhausen auf der Liste der Abonnenten der Konzerte von Wolfgang A. Mozart des Jahres 1784 zu finden ist.
Zwischen 1780 und 1784 kamen drei weitere Kinder von D. Leonor und dem Grafen von Oeynhausen zur Welt: Maria Regina, Frederica und Juliana, die kurz nach ihrem ersten Geburtstag verstarb.

### Umzug nach Frankreich
Im Jahre 1784 zog D. Leonor mit ihrer Familie nach Avignon, Frankreich. Zwischen 1784 und 1786 gebar D. Leonor zwei weitere Kinder: Mário Calors Augusto, der mit vier Jahren verstarb, und Henriqueta. Die Oeynhausen Familie verbrachte sechs Jahre im Süden Frankreichs und kehrte 1790 nach Portugal zurück.

### Rückkehr nach Portugal
Nach der Rückkehr nach Portugal im Jahre 1790 wurden zwei weitere Kinder geboren: Ulrico und Luísa. Der Graf von Oeynhausen wurde zum Militärgouverneur von der Algarve ernannt, eine Position, die er nie ausübte, da er am 3. März 1793 verstarb.

### Witwenschaft und Exil
Nach dem Tod ihres Ehemannes zog sich Dona Leonor in die Familienresidenzen zurück und widmete sich der Erziehung ihrer Kinder.
Zwischen 1793 und 1802 pflegte sie Beziehungen literarischen Austauschs mit einigen Dichtern der Academia de Belas Letras, auch als 2.Arcádia Lusitana bekannt- wo sie unter dem Pseudonym Alcipe schrieb- wie etwa Francisco Joaquim Bingre. Auch hatte sie eine Freundschaft zu Manuel Maria Barbosa du Bocage, der ihr seinen dritten Band im Jahre 1804 widmete.
Im Jahre 1801 wurde D. Leonor zur Ehrendame der Königin D. Carlota Joaquina ernannt. Im folgenden Jahr wurde sie offiziell eingeladen, die Themen vorzuschlagen, die die Dekoration des Ajuda-Palastes regeln sollten.
Am 6. Oktober 1802 wurde D. Leonor vom Generalintendanten der Polizei Pina Manique dazu aufgefordert, das Land zu verlassen. Die Gründe dafür sind bis heute unklar, jedoch wird angenommen, dass dies mit D. Leonors Gründung des geheimen Verbands Sociedade da Rosa zusammenhängt.
So verbringt D. Leonor die Zeit von 1803 bis 1814 im Exil. Bis 1804 lebte sie in Spanien und dann in England, wo sie in politischen Kreisen aktiv war.
Am 1. Juli 1814 kehrte sie, einige Zeit nach dem Tod ihres Bruders am 2. Januar 1813, nach Portugal zurück. Dona Leonors Bruder war oberster Kommandant der Portugiesischen Legion, die in der napoleonischen Armee integriert war. Er war wegen Untreue verurteilt worden.
Es gelang Dona Leonor, das Urteil rückgängig zu machen und die Adelstitel Marquis von Alorna und Graf von Assumar zurückzuerlangen, die sie als einzige Erbin ihres Bruders für sich beanspruchen konnte.

### Prominenz
Nach der Rückkehr aus England nahm D. Leonor eine zentrale Position in prominenten Kreisen der Intellektuellen in Lissabon ein.
Sie hatte bis zum Ende ihres Lebens finanzielle Schwierigkeiten und verbrachte daher Zeit in ihren Residenzen in Almada und bei ihrem Enkel, Marquis von Fronteira, im Palast von São Domingos de Benfica, wo sie von prominenten literarischen Figuren besucht wurde.
D. Leonor wurde zur zentralen Figur in den literarischen Versammlungen der Hauptstadt und diente als Vermittlerin zwischen Dichtern verschiedener Generationen, die D. Leonors Rat als Zeichen des Prestiges und der Legitimierung betrachteten.

## Werk
In ihrer Lebenszeit publizierte die Marquesa de Alorna nur Übersetzungen:
- Poética de Horácio e Ensaio sobre a Crítica de Alexandre Pope por uma portugueza. T. Harper, London 1812.
- De Bonaparte e dos Bourbons. Imprensa Régia, Lissabon 1814.
- Paraphrase a vários psalmos. Imprensa Régia, Lissabon 1817.
- Ensaio sobre a indifferença em matéria de religião. Imprensa Régia, Lissabon 1820.
- Paraphrase dos Psalmos, tomo I. Imprensa Régia, Lissabon 1833.

In 1844, fünf Jahre nach dem Tod von D. Leonor, veröffentlichten ihre Töchter Henriqueta und Frederica ihre Lyrik in einer Publikation:
- Obras Poeticas de D. Leonor d’Almeida Portugal Lorena e Lencastre, Marqueza d’Alorna, Condessa d’Assumar e d’Oeynhausen, conhecida entre os poetas portuguezes pello nome de Alcipe. 6 Bände. Na Imprensa Nacional, Lissabon 1844.

Das Werk von D. Leonor dient als Informationsquelle über die ästhetischen Parameter, die die portugiesische Poesie in der zweiten Hälfte des 18. Jahrhunderts und zu Beginn des 19. Jahrhunderts leiteten.
Auf stilistischer Ebene konvergieren darin Praktiken, die von der Reformvision der Dichter von Arcádia Lusitana beeinflusst wurden, mit anderen älteren formalen Optionen, die in späteren Jahren von den Dichtern der Academia de Belas Letras (1789) aufgegriffen werden würden, wie die Improvisation in "redondilha"-Strophen und das "acbc"-Kreuzreimschema.
Die Marquesa de Alorna ist von der Aufklärung beeinflusst und versteht die poetische Praxis als eine Tätigkeit von moralischem und pädagogischem Nutzen. In ihrem Werk macht sie zahlreiche Referenzen zu den wissenschaftlichen Erneuerungen, wie z. B. in Ausführungen über die Vereinbarkeit von katholischem Glauben und Naturgesetzen.
Sie wird als Lyrikerin der Vorromantik beschrieben, da ihr Lyrisches Ich als vom Unglück verfolgtes Wesen dargestellt wird und ihre Beschreibungen der Natur melancholisch und unheimlich sind. Der Tod, die Nacht, die Krankheit, der Schmerz und die Tränen sind gängige Motive ihrer Poesie.
Ihr Werk ist von einer Weltanschauung geprägt, die sich an den zivilisatorischen Parametern der Aufklärung orientiert, die Vernunft und Tugend als Einheiten betrachtet, die Zuneigungen und Poesie als eine Aktivität im Dienste des pädagogischen Ideals der Erziehung zur Staatsbürgerschaft sieht.

## Rezeption
Erscheinung in historischen Romanen:
- Maria João Lopo de Carvalho, Marquesa de Alorna. Oficina do Livro, Lissabon 2011. ISBN 978-9896602468.
- Maria Teresa Horta, As Luzes de Leonor. Dom Quixote, Lissabon 2011. ISBN 9789722046510.

Außerdem ist der Palácio von São Domingos de Benfica, wo sie nach in ihren letzteren Jahren teilweise lebte, heute noch Wohnsitz ihrer Nachkommen und kann besichtigt werden.